# Obras de Franz Liszt (S.351-S.999)
Esta lista continua a primeira metade das obras de Liszt.

## Transcrições, fantasias, etc

### Obras orquestrais

#### Bülow
- S.351, Mazurka Fantasie, Op. 13 (1865)

#### Cornelius
- S.352, Second Overture to The Barber of Baghdad [completada de los bocetos de Cornelius] (1877)

#### Egressy e Erkel
- S.353, Szózat und Hymnus (1873)

#### Liszt
- S.354, Deux Légendes (1863)
- S.355, Vexilla regis prodeunt (1864)
- S.356, Festvorspiel (1857)
- S.357, Huldigungsmarsch [primeira/segunda versão] (1853, 1857)
- S.358, Vom Fels zum Meer. Deutscher Siegesmarsch (1860)
- S.359, Rapsódias húngaras (?)
- S.360, A la chapelle Sixtine (Allegri & Mozart) [baseado no Ave verum corpus de Mozart e en el Misere de Allegri] (1862)
- S.361, Pio IX. Der Papsthymnus (ca. 1863)
- S.362, Benedictus e Offertorium da Missa de Coroação Húngara [de S11] (1875)

#### Schubert
- S.363, 4 Marches [de Opp. 40, 54, 121] (1859-60)

#### Zarembski
- S.364, Danses galiciennes (1881)

### Piano e Orquestra

#### Liszt
- S.365, Grand solo de concert [preparado por Leslie Howard] (1850)
- S.365a, Concerto pathétique (No. 4) em mi menor [Versão de Liszt e Reuss] (1885-86)
- S.365b, Hexaméron, Morceau de concert [orquestração completada por Leslie Howard] (ca. 1839)

#### Schubert
- S.366, Wanderer-Fantasie (Fantasia em dó maior, Op. 15) (1851)

#### Weber
- S.367, Polonaise brillante, Op. 72 (1849)

### Canciones con orquesta

#### Korbay
- S.368, 2 Songs (Le Matin, por Bizet; e Gebet, por Geibel) (1883)

#### Liszt
- S.369, Die Lorelei (Heine) (1860)
- S.370, Mignons Lied (Kennst du dass Land) (Goethe) (1860)
- S.371, Die Vätergruft (Uhland) (1886)
- S.372, Songs desde Schillers Wilhelm Tell (ca. 1855)
- S.373, Jeanne d'Arc au bûcher (Dumas) [primeira/segunda versão] (1858, 1874)
- S.374, Die drei Zigeuner (Lenau) (1860)

#### Schubert
- S.375, 6 Songs (1860)
- S.376, Die Allmacht (1871)

#### Zichy
- S.377, Der Zaubersee. Ballad (Zichy) (1884)

### Música de cámara

#### Liszt
- S.377a, La Notte (Odes Funèbre No. 2) (1864-66)
- S.378, Angelus! - Priere aux anges gardiens [primeira/segunda versão] (1877, 1880)
- S.379, Rapsodie hongroise No. 9 (Pester Karneval) (?)
- S.379a, Rapsodie hongroise No. 12 (1850-59)
- S.379b, Puszta-Wehmut (A Puszta Keserve) (ca. 1871)
- S.380, O du mein holder Abendstern desde Tannhäuser (Wagner) (1852)
- S.381, Benedictus and Offertorium desde the Hungarian Coronation Mass [de S11] (1862)
- S.381a, Ungarns Gott. A magyarok Istene (Petófi) (1882)
- S.382, Die Zelle im Nonnenwerth (ca. 1880-86)
- S.383, Die drei Zigeuner (Lenau) (1864)

### Solo de piano

#### Parafraseados, transcripciones operáticas, etc

##### Abranyi
- S.383a, Elaboration on Virag dál (1881)

##### Alabieff
- S.384, Mazurka pour piano composée par un amateur de St. Petersbourg (1863)
- S.384a, Variations on Tiszántúli azép leány [anónimo, não por Liszt?] (1846)

##### Auber
- S.385, Grande Fantaisie sur la Tyrolienne de l'opera La Fiancée [primeira/segunda/terceira versão] (1829, 1835, 1842)
- S.385a, Melodia tirolesa (b. 1856)
- S.386, Tarantelle di bravura dàprès la Tarantelle de La Muette de Portici [versões original e de Sophie Menter] (1846, 1869)
- S.387, Três peças sobre temas de Auber [con peça introductoria] (a. 1846)
- S.387a, Piece on an unknown theme (1847)

##### Beethoven
- S.388, Capriccio alla turca sur des motifs de Beethoven (Ruines d'Athènes) (1846)
- S.388a, Marche turque des Ruines d'Athenes (1846)
- S.388b, Fantasie über Beethoven's Ruinen von Athen [primeira versão] (1837)
- S.389, Fantasie über Beethoven's Ruinen von Athen [segunda versão] (1852)
- S.389a, Cadenza to the first movement of Beethoven's Piano Concerto No. 3 (1879)

##### Bellini
- S.390, Reminiscences des Puritains [primeira/segunda versão] (1836, 1837)
- S.391, I Puritani. Introduction and Polonaise (1840)
- S.392, Hexaméron, Morceau de Concert (1837)
- S.393, Fantaisie sur des motifs favoris de l'opéra La Sonnambula [primeira/segunda/terceira versão] (1839, 1840-41, 1874)
- S.394, Réminiscences de Norma (1841-43)

##### Berlioz
- S.395, L'Idée fixe: Andate amoroso [primeira/segunda versão] (1833 o 1846?, 1865)
- S.396, Benediction et Serment desde Benvenuto Cellini (1852)

##### Donizetti, Gaetano
- S.397, Réminiscences de Lucia di Lammermoor (1839)
- S.398, Marche Funebre et Cavatine de Lucie de Lammermoor (1839)
- S.399, Nuit d'Été à Pausilippe [3 peças] (1839)
- S.399a, Lucrezia Borgia - Grande fantaisie [primeira versão de S400ii] (1840)
- S.400, Réminiscences de Lucrezia Borgia [primeira/segunda versão] 1840
- S.401, Valse a capriccio sur deux motifs de Lucrezia et Parisina [primeira versão de S214/3] (1841)
- S.402, Marche funèbre de Dom Sébastien (1844)

##### Donizetti, Giuseppe
- S.403, Marche pour le Sultan Abdul Medjid-Khan [primeira versão e versão simplificada] (1847, 1848)

##### Duke Ernst
- S.404, Halloh! Jagdchor und Steyrer desde the opera Tony (1849)

##### Erkel, Franz
- S.405, Schwanengesang and March desde Hunyadi Laszlo (1847)

##### Festetics
- S.405a, Pásztor Lakodalmus Variations - Mélodies hongroises [elaboração por Liszt] (1858)

##### Glinka
- S.406, Tscherkessenmarsch desde Ruslan i Lyudmila [primeira/segunda versão] (1843, 1875)

##### Gounod
- S.407, Valse de l'opéra Faust (b. 1861)
- S.408, Les Sabéennes. Berceuse de l'opéra La Reine de Saba (1861)
- S.409, Les Adieux. Rêverie sur un motif de l'opéra Romeo et Juliette (1867)

##### Halévy
- S.409a, Réminiscences de La Juive (1835)

##### Mendelssohn
- S.410, Hochzeitmarsch und Elfenreigen aus dem Sommernachtstraum (1847-50)

##### Mercadante
- S.411, Soirée italienne. Six amusements (1838)

##### Meyerbeer
- S.412, Réminiscences des Huguenots - Grande fantaisie dramatique [primeira/segunda versão] (1836, 1842)
- S.412a, Réminiscences de Robert le Diable - Cavatine (1846?)
- S.413, Réminiscences de Robert le Diable - Valse infernale (1840)
- S.414, Illustrations du Prophète [4 peças, 4ta=S624] 1849-50
- S.415, Illustrations de l'Africaine [2 peças] 1865
- S.416, Le Moine (1841)

##### Mosonyi, Michael
- S.417, Fantaisie sur l'opéra hongrois Szép Ilonka (1865)

##### Mozart
- S.418, Réminiscences de Don Juan (1841)

##### Pacini
- S.419, Divertissement sur la cavatine "I tuoi frequenti palpiti" (1835)

##### Paganini
- S.420, Grande Fantaisie de bravoure sur La Clochette (1832-34)

##### Raff
- S.421, Andante Finale and March desde the opera Köning Alfred [2 peças] (1853)

##### Rossini
- S.421a, Introduction et Variations desde "Siege of Corinth" [introducção solamente] (1839?)
- S.422, Première grande fantaisie (Soirées musicales) [primeira/segunda versão] (1836)
- S.422i, La serenate e l'orgia - Première grande fantaisie (Soirées musicales) [primeira versão] (1836)
- S.423, Deuxième grande fantaisie (Soirées musicales) (1836)
- S.424, Soirées musicales [12 peças] (1837)

##### Schubert
- S.425, Mélodies hongroises [3 peças] (1839-40)
- S.425a, Mélodies hongroises [versões revisadas] (1846)
- S.426, Schubert's Marches [3 peças] (1846)
- S.426a, Marche militaire (ca. 1870)
- S.427, Soirées de Vienne [9 peças] (1852)

##### Sorriano
- S.428, Feuille morte. Elégie d'après Sorriano (1844-45)

##### Tchaikovsky
- S.429, Polonaise desde Eugene Onegin (1879)

##### Végh, Janos
- S.430, Valse de concert (1882-83)

##### Verdi
- S.431, Salve Maria de Jerusalem desde I Lombardi [primeira/segunda versão] (1848, 1882)
- S.431a, Ernani - Première paraphrase de concert (1847)
- S.432, Ernani - Paraphrase de concert (No. 2) [primeira/segunda versão] (b. 1849, 1860)
- S.433, Miserere du Trovatore (1860)
- S.434, Rigoletto Paraphrase de Concert (1859)
- S.435, Don Carlos Coro e Marcia funebre (1867-68)
- S.436, Aida Danza sacra e duetto finale (1877)
- S.437, Agnus Dei (1877)
- S.438, Réminiscences de Boccanegra (1882)

##### Wagner
- S.439, Phantasiestück über Motive aus Rienzi (1859)
- S.440, Spinnerlied aus Der fliegende Holländer (1860)
- S.441, Ballade aus Der fliegende Holländer (1872)
- S.442, Ouvertüre zu R. Wagners Tannhäuser (1848)
- S.443, Pilgerchor aus Tannhäuser [primeira/segunda versão] (1861, 1885)
- S.444, O du mein holder Abendstern aus Tannhäuser (1848)
- S.445, Zwei stücke aus Tannhäuser und Lohengrin (1852)
- S.446, Aus Lohengrin [3 peças] (1854)
- S.447, Isoldens Liebestod aus Tristan und Isolde [primeira versão e versão revista] (1867,?)
- S.448, Am stillen Herd aus Die Meistersinger (1871)
- S.449, Walhall aus Der Ring des Nibelungen (1875)
- S.450, Feierlicher Marsch zum heiligen Graal aus Parsifal (1882)

##### Weber
- S.451, Freischütz-Fantasie (1840-41)
- S.452, Leyer und Schwert [4 peças] (1848)
- S.453, Einsam bin ich, nicht alleine, desde Preciosa (1848)
- S.454, Schlummerlied mit Arabesken (1848)
- S.455, Polonaise brillante (1851)

##### Zichy, Count Géza
- S.456, Valse d'Adele (1877)

##### Anónimo
- S.458, Fantasy on Il Giuramento (Mercadante) (1838?)
- S.460, Kavallerie-Geschwindmarsch [anónimo] (?)

#### Particiones de Piano, transcripciones, etc

##### Allegri e Mozart
- S.461, A la chapelle Sixtine [primeira/segunda versão] (1862,?)
- S.461a, Ave verum corpus, Kv618 (1862)

##### Bach
- S.462, Sechs Praeludien und Fugen für Orgel [6 peças] (1850)
- S.463, Organ Fantasy and Fugue in G menor [primeira/segunda versão] (1860,?)

##### Beethoven
- S.463a, Symphonie No.5 [primeira versão] (1837)
- S.463b, Symphonie No.6 [primeira versão] (1837)
- S.463c, Symphonie No.6 [segunda versão. 5.º movimiento alternativo] (1863-64)
- S.463d, Symphonie No.7 [primeira versão] (1837)
- S.463e, Marche funèbre [Sinfonia Heroica de Beethoven, primeira versão] (1843)
- S.464, Symphonies de Beethoven [9 peças] (1863-64)
- S.465, Grand Septuor, Op. 20 (1841)
- S.466, Adelaïde [terceira versão] (1847)
- S.466a, Adelaïde [primeira versão] (1839)
- S.466b, Adelaïde [segunda versão] (1840)
- S.467, Sechs Geistlicher Lieder (Gellert) [6 peças] (1840)
- S.468, Sechs Lieder von Goethe [6 peças] (b. 1849)
- S.469, An die ferne Geliebte - Liederkreis [6 peças] (1849)

##### Berlioz
- S.470, Symphonie Fantastique (1833)
- S.471, Ouverture des Francs-Juges (1833)
- S.472, Harold en Italie (con viola) (1837)
- S.473, Marche des Pèlerins de la sinfonie Harold en Italie [primeira/segunda versão] (1837?, 1862)
- S.474, Ouverture Le Roi Lear (1837)
- S.475, Valse des Sylphes de la Damnation de Faust (1860)

##### Bulhakov
- S.478, Russischer Galopp [primeira/segunda versão] (1843, 1843)

##### von Bülow
- S.479, Dante's Sonnett - Tanto gentile e tanto onesta (1874)

##### Chopin
- S.480, Six Chants polonais, Op. 74 [6 peças] (1847-60)

##### Conradi
- S.481, Zigeunerpolka (1847?)

##### Cui
- S.482, Tarantella (1885)

##### Dargomyschsky
- S.483, Tarantella (1879)

##### David, Ferdinand
- S.484, Bunte Reihe, Op. 30 [24 peças] (1850)

##### Dessauer
- S.485, Drei Lieder (1846)

##### Ernst, Duke
- S.485b, Die Gräberinsel (1842)

##### Egressy and Erkel
- S.486, Szózat und Hymnus (1873)

##### Festetics
- S.487, Spanisches Ständchen 1846

##### Franz
- S.488, Er ist gekommen in Sturm und Regen 1848
- S.489, Zwölf Lieder [12 peças] (1848)

##### Goldschmidt
- S.490, Liebesszene und Fortunas Kugel (1880)

##### Gounod
- S.491, Hymne à Sainte Cécile (1866)

##### Herbeck
- S.492, Tanzmomente [8 peças] (1869)

##### Hummel
- S.493, Grosses Septett, Op. 74 (1848)

##### Lassen
- S.494, Löse, Himmel, meine Seele [primeira/segunda versão] (1861, 1872)
- S.495, Ich weil' in tiefer Einsamkeit (1872)
- S.496, Hebbel's Nibelungen & Goethe's Faust [4 peças] (1878-79)
- S.497, Symphonisches Zwischenspiel ('Über allen Zauber Liebe') (ca. 1882-83)

##### Lessmann
- S.498, Drei Lieder ('Tannhäuser') (1882?)

##### Liszt
- S.498a, Drei Stücke aus der heilige Elisabeth (1857-62)
- S.498b, Zwei Orchesterstücke aus Christus (1862-66)
- S.498c, San Francesco - Preludio (1862-66)
- S.499, Cantico del Sol di San Francesco d'Assisi (1881)
- S.499a, San Francesco - Preludio per il Cantico del Sol (1880)
- S.500, Excelsior! - Preludio (1875)
- S.501, Benedictus und Offertorium (Missa Coronationalis) (1867)
- S.502, Weihnachtslied II (1864)
- S.503, Slavimo Slavno Slaveni! (1863)
- S.504, Ave Maria II (in D) [primeira/segunda versão em ré bemol] (1870, 1873)
- S.504a, Via Crucis [15 peças] (1878-79)
- S.504b, Choräle [11 peças] (1878-79)
- S.505, Zum Haus des Herrn (In domum Domini ibimus) (1884)
- S.506, Ave maris stella (1868)
- S.507, Klavierstück aus der Bonn Beethoven-Cantata (?)
- S.507a, Schnitterchor (Pastorale - Schnitterchor aus Prometheus) (1850)
- S.508, Pastorale. Schnitterchor aus dem Entfesselten Prometheus (1861)
- S.509, Gaudeamus igitur - Humoreske (1870)
- S.510, Marche héroïque (?)
- S.511, Geharnischte Lieder [3 peças] (1861)
- S.511a, Les Préludes (Poème symphonique No. 3) [arranjos por Karl Klauser, revisto por Liszt] (1863)[1][2]
- S.511b, Orpheus (Poème symphonique No. 4) [arranjos por Fredrich Spiro, revisto por Liszt] (1879)[3]
- S.511c, Mazeppa (Poème symphonique No. 6) [arranjos por Theodor Forchhammer, revisto por Liszt] (1870-79)[3]
- S.511d, Festklänge (Poème symphonique No. 7) [arranjos por Ludwig Stark, revisto por Liszt] (1870-79)[3]
- S.511e, Hungaria (Poème symphonique No. 9) [arranjos por Fredrich Spiro, revisto por Liszt] (1872)[3]
- S.512, Von der Wiege bis zum Grabe (Poème symphonique No. 13) (1881)
- S.513, Gretchen aus Faust-Simpfonie (b 1867)
- S.513a, Der nächtliche Zug (?)
- S.514, Erster Mephisto-Walzer (Mephisto Waltz No. 1, Der Tanz in der Dorfschenke) [versão original] (1859-62)
- S.514a, Erster Mephisto-Walzer (Mephisto Waltz No. 1) [con adiciones posteriores] (1859-62)
- S.515, Zweiter Mephisto-Walzer (Mephisto Waltz No. 2) (1881)
- S.516, Les Morts (Ode Funèbre No. 1) (1860)
- S.516a, La notte (Ode Funèbre No. 2) (?)
- S.517, Le Triomphe funèbre du Tasse (Odes Funèbre No. 3) (1866)
- S.518, Salve Polonia (a. 1863)
- S.519, Deux Polonaises de St Stanislaus (1870-79)
- S.520, Künstlerfestzug [primeira/segunda versão] (1857-60, 1883)
- S.521, Festmarsch zur Goethejubiläumsfeier [primeira/segunda versão] (1857, 1872)
- S.522, Festmarsch nach motiven von E.H.z.S.-C.-G (1857)
- S.523, Ungarischer Marsch zur Krönungsfeier in Ofen-Pest (1870)
- S.524, Ungarischer Sturmmarsch [primeira/segunda versão] (?, 1875)
- S.525, Totentanz. Paraphrase on Dies Irae (1860-65)
- S.526, Epithalam zu Eduard Reményis Vermählungsfeier (?)
- S.527, Romance oubliée (?)
- S.527bis, Romance oubliée [short draft] (1880)
- S.529, Fantasie und Fuge über das Thema BACH [primeira/segunda versão] (1856, 1870)
- S.530, L'Hymne du Pape. Inno del Papa. Der Papsthymnus (1864)
- S.531, Buch der Lieder I [5 peças] (?)
- S.532, Die Lorelei (Heine) [segunda versão] (1861)
- S.533, Il m'aimait tant (Delphine Gay) (1842)
- S.534, Die Zelle in Nonnenwerth (Felix Lichnowski) [primeira/segunda/cuarta versão] (1842, 1860, 1880)
- S.535, Comment, disaient-ils [Buch der Lieder II] (1845?)
- S.536, O quand je dors [Buch der Lieder II] (1847?)
- S.537, Enfant, si j'étais roi [Buch der Lieder II] (1847?)
- S.538, S'il est un charmant gazon [Buch der Lieder II] (1847?)
- S.539, La tombe et la rose [Buch der Lieder II] (1847?)
- S.540, Gastibelza [Buch der Lieder II] (1847?)
- S.541, Liebesträume. Drei Notturnos (ca. 1850)
- S.542, Weimars Volkslied [primeira/segunda versão] (1857,?)
- S.542a, Ich liebe dich (?)
- S.542b, Fanfare zur Enthüllung des Carl-Augusts Monument (?)
- S.543, Ungarns Gott. A magyarok Istene (Petófi) [versões original e versão par mão esquerda (S543bis)] (1881)
- S.544, Ungarisches Königslied. Magyar Király-dal (Ábrányi) (1883)
- S.545, Ave Maria IV (1881)
- S.546, Der blinde Sänger (Alexei Tolstoy) [versão solo] (1878)
- S.546a, O Roma nobilis (1879)

##### Mendelssohn
- S.547, Sieben Lieder (desde Opp. 19, 34, 47) [7 peças] (1840)
- S.548, Wasserfahrt and Der Jäger Abschied (desde Op. 50) [2 peças] (1848)

##### Meyerbeer
- S.549, Festmarsch zu Schillers 100-Jähriger Geburtsfeier (?)

##### Mozart
- S.550, Zwei Transcriptionen über Themen aus Mozart's Requiem, K626 [2 peças] (1862)

##### Pezzini
- S.551, Una stella amica. Mazurka (?)

##### Raff
- S.551a, Einleitung und Coda zu Raffs Walzer in Des-dur (opus 54/1) (1880)

##### Rossini
- S.552, Ouverture de l'opéra Guillaume Tell (1838)
- S.552a, Caritas [La charité, primeira versão] (1847)
- S.552b, La caritá [La charité, versão simplificada] (1847)
- S.553, Deux Transcriptions [2 peças] (1847)

##### Rubinstein
- S.554, Zwei Lieder [2 peças] (1880)
- S.554a, Einleitung und Coda sur des notes fausses (1880)

##### Saint-Saëns
- S.555, Danse macabre, Op. 40 (1876)

##### Schubert
- S.556, Die Rose [primeira/segunda versão e versão intermédia] (1832, ca. 1837, 1838)
- S.557, Lob der Tränen (1837)
- S.557a, Erlkönig [primeira versão] (?)
- S.557b, Meeresstille [primeira versão] (?)
- S.557b/bis, Meeresstille [primeira versão, ossia] (?)
- S.557c, Frühlingsglaube [primeira versão] (?)
- S.557d, Ave Maria (Ellens dritter Gesang) [primeira versão] (?)
- S.558, 12 Lieder (1837-38)
- S.558bis, 12 Lieder [versões revistas dos n.º 3, 4, 7, 8, 9, 11] (ca. 1839)
- S.559, Der Gondelfahrer, Op. 28 (1838)
- S.559a, Sérénade [Ständchen, primeira versão] (1837)
- S.560, Schwanengesang [14 peças] (1838-39)
- S.560bis, Schwanengesang [14 peças, versões alternativas] (ca. 1839)
- S.561, Winterreise [12 peças] (1839)
- S.561, Winterreise [versões alternativas dos n.º 2, 3, 7, 10,] (ca. 1839)
- S.562, Geistliche Lieder [4 peças] (1841)
- S.563, Six mélodies célèbres [6 peças, la primeira por Weyrauch] (1844)
- S.564, Die Forelle [segunda versão] (1846)
- S.565, Six Mélodies favorites de La belle meunière [6 peças] (1846)
- S.565bis, Müllerlieder [6 peças, versões revisadas] (ca. 1879)
- S.565a, Wandererfantasie (Grosse Fantasie in C-dur) (ca. 1868)
- S.565b, Schubert's Impromptus [2 peças, Op. 90/2-3] (ca. 1868)

##### Schumann
- S.566, Widmung, Liebeslied (1848)
- S.566a, Widmung, Liebeslied [esboço de transcrição mais literal] (1848)
- S.567, An den Sonnenschein, Rotes Röslein (1861)
- S.568, Frühlingsnacht (Überm Garten durch die Lüfte) (1872)
- S.569, Zehn Lieder von Robert und Clara Schumann [10 peças] (1872)
- S.570, Provençalisches Minnelied (1881)

##### Smetana
- S.570a, Einleitung und Coda zu Smetanas Polka (de salon, opus 7/1) (1880)

##### Spohr
- S.571, Die Rose aus Zemire und Azor (1876)

##### Tausig
- S.571a, Einleitung und Schlußtakte zu Tausigs dritter Valse-Caprice (1880)

##### Szabady and Massenet
- S.572, Revive Szegedin (1879)

##### Széchényi, Count Imre
- S.573, Bevezetés és magyar indulò (1872)

##### Tirindelli
- S.573a, Seconda mazurka variata (1880)

##### Weber
- S.574, Ouverture Oberon (1846?)
- S.575, Ouverture Der Freischütz (1840-41)
- S.576, Jubelouverture (1846)
- S.576a,  Konzertstück, Op. 79 (ca. 1868)

##### Wielhorsky, Count Michael
- S.577, Lyubila ya [primeira/segunda versão] (1843,?)

### Dueto de Pianoforte

#### Field
- S.577a, 11 Nocturnes (Nos. 1-9, 14, 18 and Nocturne Pastorale in E) (?)

#### Liszt
- S.578, 4 peças de Sta. Elisabeth (1862)
- S.579, Christus Oratorio - 4.ª e 5.ª secções (?)
- S.580, Excelsior! - Preludio (?)
- S.581, Benedictus and Offertorium desde the Hungarian Coronation Mass (1869)
- S.582, O Lamm Gottes, unschuldig (1878-79)
- S.583, Via Crucis (?)
- S.584, Festkantate zur Enthüllung des Beethoven-Denkmals in Bonn (1845)
- S.585, Pastorale. Schnitterchor aus dem Entfesselten Prometheus (1861)
- S.586, Gaudeamus igitur. Humoreske (1870)
- S.587, Marche héroique (?)
- S.588, Weimars Volkslied (Cornelius) (1857)
- S.589, Ce qu'on entend sur la montagne (Poème symphonique No. 1) (1874)
- S.590, Tasso, Lamento e Trionfo (Poème symphonique No. 2) (1858)
- S.591, Les Préludes (Poème symphonique No. 3) (ca. 1858)
- S.592, Orpheus (Poème symphonique No. 4) (ca. 1858)
- S.593, Prometheus (Poème symphonique No. 5) (1858)
- S.594, Mazeppa (Poème symphonique No. 6) (1874)
- S.595, Festklänge (Poème symphonique No. 7) (1854-61)
- S.596, Hungaria (Poème symphonique No. 9) (1874?)
- S.569a, Héroïde funèbre (Poème symphonique No. 8) (ca. 1877)
- S.596b, Hunnenschlacht (Poème symphonique No. 11) (ca. 1877)
- S.596c, Die Ideale (Poème symphonique No. 12) (ca. 1874-77)
- S.597, Hamlet (Poème symphonique No. 10) (1874)
- S.598, Von der Wiege bis zum Grabe (Poème symphonique No. 13) (De la cuna a la tumba) (1881)
- S.599, Two episodes desde Lenau's Faust (1861-62)
- S.600, Mephisto Waltz No. 2 (1881)
- S.601, Les Morts (Ode Funébre No. 1) (1866)
- S.602, La Notte (Ode Funébre No. 2) (1866)
- S.603, Le Triomphe Funèbre du Tasse (Ode Funébre No. 3) (1866?)
- S.604, Salve Polonia (1863)
- S.605, Künstlerfestzug zur Schillerfeier (1859)
- S.606, Festmarsch zur Goethejubiläumsfeier (ca. 1858)
- S.607, Festmarsch nach Motiven von E.H. zu S.-C.-G. (ca. 1859)
- S.608, Rákóczy March (1870)
- S.609, Ungarischer Marsch zur Krönungsfeier in Ofen-Pest (1870)
- S.610, Ungarischer Sturmmarsch (1875)
- S.611, Epithalam (1872)
- S.612, Elégie (1874)
- S.613, Weihnachtsbaum (1876)
- S.614, Dem Andenken Petöfis (Petófi Szellemének) (1877)
- S.615, Grande Valse di Bravura (1836)
- S.616, Grand Galop Chromatique (1838)
- S.617, Csárdás macabre (1882)
- S.618, Csárdás obstiné (ca. 1884)
- S.618a, Vom Fels zum Meer. Deutscher Siegesmarsch (?)
- S.619, Bülow-Marsch (ca. 1883)
- S.619a, Festpolonaise (1876)[4]
- S.620, Hussitenlied (Melodía por J.Krov) (1840)
- S.621, 6 Hungarian Rhapsodies [de la versão orquestal, S359] (1874)
- S.622, Rapsodie hongroise No. 16 (1882)
- S.623, Rapsodie hongroise No. 18 (1885)
- S.623a, Rapsodie hongroise No. 19 (ca. 1885)
- S.624, Fantasy and Fugue on the chorale Ad nos, ad salutarem undam (1850)
- S.625, L'Hymne du Pape (Der Papsthymnus) (1865)
- S.626, Ungarisches Königslied. Magyar Király-dal (Ábrányi) (1883)
- S.627, Fantaisie sur des motifs de l'opéra La Sonnambula (Bellini) (1852)
- S.628, Bénédiction et serment (Berlioz's 'Benvenuto Cellini') (1852)
- S.628a, Marche et cavatine (Donizetti's Lucía) (?)
- S.628b, Szózat und Hymnus (Egressy and Erkel) (1873)
- S.629, Tscherkessenmarsch (Glinka's Ruslan i Lyudmila) (1843)
- S.630, Réminiscences de Robert le Diable - Valse infernale (Meyerbeer) (1841-43)
- S.631, Andante finale und Marsch (Raff's 'König Alfred') (1853)
- S.632, 4 Marches (Schubert) (1879)
- S.633, A la chapelle Sixtine (Allegri Mozart) (1865)
- S.634, Grand Septuor Op. 20 (Beethoven) (1841)

#### Mozart
- S.634a, Adagio a partir de Die Zauberflöte de Mozart (1875-81?)

### Dos Pianofortes

#### Liszt
- S.635, Ce qu'on entend sur la montagne (Poème symphonique No. 1) (ca. 1854-57)
- S.636, Tasso, Lamento e Trionfo (Poème symphonique No. 2) (ca. 1857)
- S.637, Les Préludes (Poème symphonique No. 3) (ca. 1854-56)
- S.638, Orpheus (Poème symphonique No. 4) (ca. 1854-56)
- S.639, Prometheus (Poème symphonique No. 5) (1855-56)
- S.640, Mazeppa (Poème symphonique No. 6) (1855)
- S.641, Festklänge (Poème symphonique No. 7) (ca. 1853-56)
- S.642, Héroide Funèbre (Poème symphonique No. 8) (ca. 1854-56)
- S.643, Hungaria (Poème symphonique No. 9) (ca. 1854-61)
- S.644, Hamlet (Poème symphonique No. 10) (ca. 1858-61)
- S.645, Hunnenschlacht (Poème symphonique No. 11) (1857)
- S.646, Die Ideale (Poème symphonique No. 12) (1857-58)
- S.647, Sinfonia Fausto (1856)
- S.648, Sinfonia Dante (ca. 1856-59)
- S.649, Fantasie über Beethovens Ruinen von Athen (1865)
- S.650, Concerto para piano n.º 1 em mi bemol maior (1853)
- S.651, Concerto para piano n.º 2 em lá maior (1859)
- S.652, Totentanz. Paraphrase on Dies Irae (1859)
- S.653, Wandererfantasie (Schubert) (a. 1859)
- S.654, Hexaméron, Morceau de Concert (1837)
- S.655, Réminiscences de Norma (Bellini) (1841)
- S.656, Réminiscences de Don Juan (Mozart) (1841)
- S.657, Sinfonia n.º 9 (Beethoven) (1851)
- S.657a/1, Concerto para piano n.° 3 (Beethoven) (1878)
- S.657a/2, Concerto para piano n.º 4 (Beethoven) (1878)
- S.657a/3, Concerto para piano n.º 5 (Beethoven) (1878)
- S.657b, Bülow-Marsch [2-pianos, 8-hands] (1884)

### Órgão

#### Allegri e Mozart
- S.658, Évocation à la Chapelle Sixtine (1862)

#### Arcadelt
- S.659, Ave Maria (1862)

#### Bach
- S.660, Einleitung und Fuge aus der Motette Ich hatte viel Bekümmernis und Andante Aus tiefer Not [2 peças] (1860)
- S.661, Adagio da sonata n.º 4 para violino de Bach (BWV1017) (1864)

#### Chopin
- S.662, 2 Préludes desde Op. 28 (Nos. 4, 9) (1863)

#### Lassus
- S.663, Regina coeli laetare (1865)

#### Liszt
- S.664, Tu es Petrus desde Christus (1867)
- S.665, San Francesco (1880)
- S.666, Excelsior! - Preludio (?)
- S.667, Offertorium desde the Hungarian Coronation Mass (1867)
- S.668, Slavimo Slavno Slaveni (1863)
- S.669, Zwei Kirchenhymnen [2 peças] (1877)
- S.670, Rosario [3 peças] (1879)
- S.671, Zum Haus des Herrn (In domum Domini ibimus) (1884)
- S.672, Weimars Volkslied (Cornelius) (1865)
- S.673, Weinen, Klagen' Variationen (1863)
- S.674, Ungarns Gott. A magyarok Istene (Petófi) (1882)
- S.674a, O sacrum convivium [2 versões] (?)

#### Nicolai
- S.675, Kirchliche Festoverture (1852)

#### Wagner
- S.676, Pilgerchor desde Wagner's Tannhäuser (1860)

### Órgão con otros instrumentos
- S.677, Hosannah do Cantico del sol di San Francesco d'Assisi (para órgão e trombone) (1862)
- S.678, Offertorium e Benedictus da Missa de Coroação Húngara (1869)
- S.679, Aria 'Cujus animam' de Stabat Mater de Rossini (para órgão e trombone) (?)

### Recitaciones
Draeseke
- S.686, Helges Treue (Draeseke) (1860)

## Apéndice

### Obras inacabadas
- S.687, Sardanapale (Byron) [opera, parcialmente bosquejada, 111 páginas] (?)
- S.688, Oratorio - Die Legende vom heiligen Stanislaus [coral, sacra] (1873-85)
- S.688a, St Stanislaus fragment [solo piano, Biblioteca do Congreso] (1880-86)
- S.689, Singe, wem Gesang gegeben [coral secular] (1847)
- S.690, Revolutionary Symphony [não terminada, revista 1848] (1830)
- S.691, De Profundis [piano e orquesta, De Profundis - salmo instrumental] (1834?)
- S.692, Violin Concerto [bocetado solamente] (1860)
- S.692a, The Four Seasons String quartet (Vivaldi) (1880?)
- S.692b, Anfang einer jugendsonate [solo piano] (1825)
- S.692c, Allegro maestoso [solo piano] (1826)
- S.692d, Rákóczi-Marsch [solo piano, primeira versão simplificada, não terminada] (1839)
- S.692e, Winzerchor (Prometheus) [solo piano] (1850)
- S.693, Deux marches dans le genre hongrois [solo piano, 2 peças] (1840?)
- S.693a, Zwei Stücke aus der heilige Elisabeth [solo piano] (1862)
- S.694, Fantasie über englische Themen [solo piano] (1840?)
- S.695, Morceau en fa majeur [solo piano] (1843?)
- S.695a, Litanie de Marie [solo piano] (1847)
- S.695b, Zigeuner-Epos [solo piano, 11 peças] (ca. 1848)
- S.696, Mephisto Waltz No.4 (1884)
- S.697, Fantasie über Themen aus Figaro und Don Giovanni (Mozart) [solo piano (arranjo)] (1842)
- S.698, La Mandragore - Ballade de l'opéra Jean de Nivelle de L. Delibes [solo piano (arranjo)] (a. 1880)
- S.699, La Notte (Odes Funèbre no. 2) [solo piano (arranjo)] (1864-66)
- S.700, Grand Fantaisie (Variations) sur des thèmes de Paganini [primeira/segunda versão; completada por Mezö] (1845)
- S.700a, Variations sur Le Carnaval de Venise (Paganini) [arranjo para piano] (?)
- S.701, Den Felsengipfel stieg ich einst hinan [canção] (?)
- S.701a, Allegro di bravura [orquesta, arranjo] (ca. 1830)
- S.701b, Marie-Poème [solo piano] (1837)
- S.701c, Andante sensibilissimo [solo piano] (1880-86)
- S.701d, Melodie in Dorische Tonart [solo piano] (1860)
- S.701e, Dante fragment [solo piano] (1839)
- S.701f, Glasgow fragment [solo piano] (?)
- S.701g, Polnisch - sketch [solo piano] (1870-79)
- S.701h/1, Operatic aria - and sketched variation [solo piano] (?)
- S.701h/2, Valse infernale (Meyerbeer) - theme [solo piano (arranjo)] (?)
- S.701j, Harmonie nach Rossini's Carità (La charité) [solo piano (arranjo)] (1847)
- S.701k, Korrekturblatt (to an earlier version of La lugubre gondola) [solo piano] (1882)

### Dudosas o perdidas

#### Obras corales sacras
- S.702, Tantum Ergo (1822)
- S.703, Psalm 2 (1851)
- S.704, Requiem na morte do imperador Maximiliano do México (?)
- S.705, The Creation (?)
- S.706, Benedictus [doubtful] (?)
- S.707, Excelsior [arranjo, doubtful] (?)

#### Obras corales seculares
- S.708, Rinaldo [em dúvida] (ca. 1848)

#### Obras orquestales
- S.709, Salve Polonia [redescoberta, renumerada como S113] (1863)
- S.710, Funeral March (?)
- S.711, Csárdás macabre [arranjo] (?)
- S.712, Romance oubliée [arranjo] (?)

#### Piano e orquestra
- S.713/1, Concerto para piano em lá menor (1825?)
- S.713/2, Concerto para piano (1825?)
- S.714, Concerto para piano ao estilo húngaro [por Sophie Menter, renumerado como S126a] (1885)
- S.715, Concerto para piano ao estilo italiano (?)
- S.716, Grande fantaisie symphonique [orquestral] (?)

#### Música de câmara
- S.717, Trio (1825)
- S.718, Quintet (1825)
- S.719, The Four Seasons String quartet (Vivaldi) [redescoberta, renumerada como S692a]
- S.720, Allegro moderato (?)
- S.721, Prelude (?)
- S.722, La Notte (Odes Funèbre no.2) [redescoberta, renumerada como S377a] (1864-66)
- S.723, Tristia [arranjo, de Vallée d'Obermann S160/6] (1880-86?)
- S.723a, Postlude on theme desde Orpheus [arranjo] (?)

#### Pianoforte Solo
- S.724, Rondo and Fantasy (1824)
- S.725, 3 Sonatas (1825)
- S.726, Study (?)
- S.726a, Valse (?)
- S.727, Prélude omnitonique (?)
- S.728, Sospiri (Fünf Klavierstücke) [redescoberta, renumerada como S192/5] (1879)
- S.729, [redescubierta, renumerada como 42(?)]
- S.730, Dem Andenken Petöfis (Petófi Szellemének) [redescoberta, renumerada como S195] (1877)
- S.731, Valse élégiaque (?)
- S.732, Valse Oubliée No.4 [redescoberta, renumerada como S215/4] (1883-84)
- S.733, Marche hongroise (mi bemol menor) [redescoberta, renumerada como S233b] (1844)
- S.734, Ländler (?)
- S.735, Air cosaque (?)
- S.736, Kerepsi csárdás (?)
- S.737, 3 morceaux en style de danse ancien hongrois (?)
- S.738, Spanish folksong arrangement (?)

##### Arranjos
- S.739, Corolian Overture (Beethoven) (?)
- S.740, Egmont Overture (Beethoven) (?)
- S.741, Le carnaval romain - Overture (Berlioz) (?)
- S.742, Duettino (Donizetti) (?)
- S.743, Soldiers Chorus desde Guonod's Faust (?)
- S.743a, Fantasia on themes desde Halévy's Guitarero (b. 1841)
- S.744, Paraphrase on Act 4 of Kullak's Dom Sebastien (?)
- S.745, Marcha Fúnebre (?)
- S.746, Andante Maestoso (?)
- S.747, Poco adagio (desde Missa Solemnis) (?)
- S.748, Overture to Mozarts "Die Zauberflöte" (?)
- S.749, Preussischer Armeemarsch (Radovsky) (?)
- S.750, Siege de Corynthe, Introduction (?)
- S.751, Nonetto e Mose, Fantasia on themes by Rossini (?)
- S.752, Gelb rollt (Rubinstein) (?)
- S.753, Alfonso und Estrella, Act 1 (Schubert) (?)
- S.754, Seconda mazurka variata (Tirindelli) [redescoberta, renumerada como S573a] (1880)

#### Dúo de Pianoforte
- S.755, Sonata (?)

#### Dos Pianofortes
- S.756, Mosonyis Grabgeleit (?)
- S.757, La triomphe funébre du Tasse (?)

#### Órgão
- S.758, O Órgão (Herder) (?)
- S.759, Consolation [arranjo] (?)
- S.760, Cantico del sol di St. Francesco [arranjo] (?)
- S.761, Marche funèbre (Chopin) [arranjo] (?)

#### Canções
- S.762, Air de Chateaubriand (?)
- S.763, Strophes de Herlossohn (?)
- S.764, Kränze pour chant (?)
- S.765, Glöcken (Müller) (?)
- S.765a, L'aube naît (Hugo) (1842?)
- S.766, Der Papsthymnus (?)
- S.767, Excelsior (?)

#### Recitaciones
- S.768, Der ewige jude (Schubart) (?)

### Suplementarias
- S.990, Fantasia e Fuga sobre o coral "Ad nos, ad salutarem undam" (tocado por Liszt a Walter Bache) [solo piano (arranjo)] (b. 1862)
- S.991, Waltz in A major [arranjo para cámara] (?)
- S.993, Wartburg Lieder (Scheffel) [orquestal, arranjo] (?)
- S.994, Grand solo caractéristique à propos d'une chansonette de Panseron [solo piano, arranjo] (1830-32)
- S.995, Variations de bravoure sur des thémes de Paganini [não finalizada] (1845)
- S.996, Stabat Mater [solo piano] (1870-79?)
- S.997, 5 Variationen über Romanze aus 'Joseph' (Méhul) (por Franz Xaver Mozart, atribuído a Liszt) (ca. 1834)
- S.998, Adagio in C [solo piano] (1841)
- S.999, Andante Maestoso [órgão] (?)